# Магомедов, Гасан Магомедович
Гасан Магомедович Магомедов (10 апреля 2005) — российский тхэквондист. Призёр чемпионата России.

## Биография
В 2019 году стал бронзовым призёром турнира «Turkish Open». В феврале 2022 года победил на Первенстве Москвы среди юниоров до 21 года. 22 июля 2024 года ему было присвоено звание мастер спорта России. 9 ноября 2024 года на чемпионате России в Нальчике завоевал бронзовую медаль.

## Достижения
- Чемпионат России по тхэквондо 2024 — ;